# Laurie Brereton

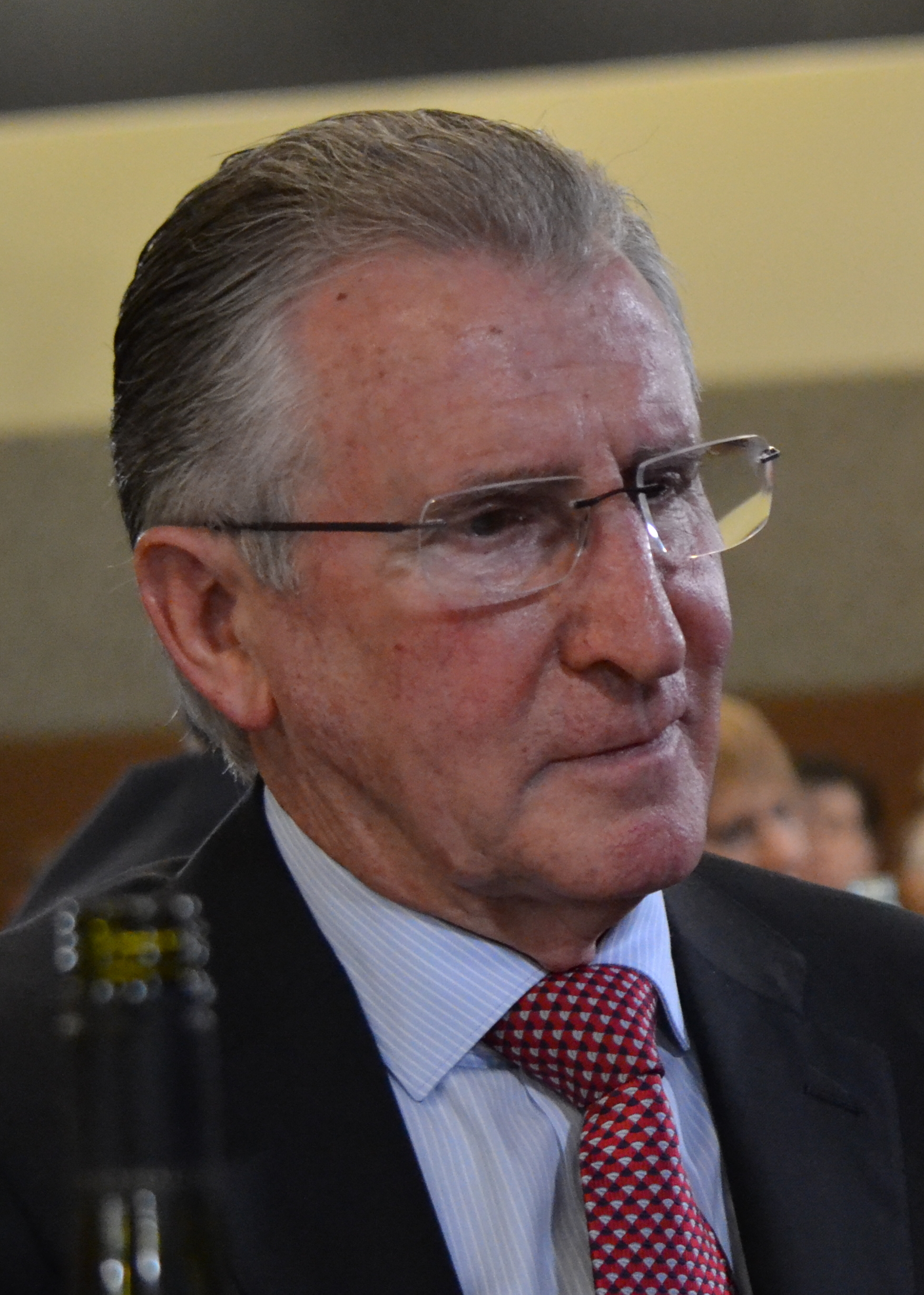
Laurie Brereton (2016)

Hon. Laurence „Laurie“ John Brereton (* 29. Mai 1946 in Kensington, New South Wales) ist ein australischer Politiker der Australian Labor Party ALP, der zwischen 1970 und 1971 sowie erneut von 1973 bis 1990 Mitglied im Parlament von New South Wales war und verschiedene Ministerämter bekleidete. Danach war er zwischen 1990 und 2004 weitere 14 Jahre lang Mitglied des Australischen Repräsentantenhauses, zwischen 1991 und 1993 im Regierung Keating I Parlamentarischer Staatssekretär beim Premierminister und bekleidete von 1993 bis 1996 im Regierung Keating II verschiedene Ämter als Bundesminister.

## Leben

### Mitglied des Parlaments von New South Wales und Minister
Laurence „Laurie“ John Brereton ist der Sohn von Thomas Charles Brereton und dessen Ehefrau Jessie Collis sowie ein jüngerer Bruder von Deirdre Brereton Grusovin (* 1938), die zwischen 1978 und 2003 ebenfalls Mitglied des Parlaments von New South Wales war und in diesem sowohl dem Legislativrat als auch der Legislativversammlung angehörte. Er selbst begann nach dem Besuch des De La Salle College in Coogee eine Berufsausbildung zum Elektroinstallateur beim Sydney County Council, dem Stadtrat von Sydney, und war dort nach Abschluss der Ausbildung als Technischer Beamter tätig. Bei einer Nachwahl (By-election) am 14. Februar 1970 wurde er für die Australian Labor Party ALP erstmals Mitglied im Parlament von New South Wales und mit 13.201 Stimmen (61,53 Prozent) im Wahlkreis Randwick zum Mitglied der Legislativversammlung (NSW Legislative Assembly) gewählt, der er bis zur Auflösung dieses Wahlkreises am 13. Januar 1971 angehörte. Danach arbeitete er zwischen 1971 und 1973 als Verwaltungsmitarbeiter der Verkäufergewerkschaft (Shop Assistants Union) und engagierte sich als Trustee des Australischen Gewerkschaftsbundes AWU (Australian Workers’ Union).
Bei der Wahl am 17. November 1973 wurde Brereton für die ALP im neu geschaffenen Wahlkreis Heffron mit 18.753 Stimmen (67,99 Prozent) wieder zum Mitglied der Legislativversammlung gewählt und gehörte dieser nach seinen Wiederwahlen am 1. Mai 1976, 7. Oktober 1978, 19. September 1981, 24. März 1984 und 19. März 1988 bis zu seinem Mandatsverzicht am 16. Februar 1990 an, wobei er bei der Wahl 1978 mit 23.531 Stimmen (80,03 Prozent) sein bestes Ergebnis erzielte. Während seiner Parlamentszugehörigkeit war er zwischen dem 17. November 1973 und dem 16. Februar 1990 Vorsitzender des Gemeinsamen Sonderausschusses des Parlaments für öffentliche Konten und Finanzkonten gesetzlicher Behörden (Joint Select Committee upon Public Accounts and Financial Accounts of Statutory Authorities).
A, 2. Oktober 1981 übernahm Laurie Brereton im Kabinett von Premierminister Neville Wran erstmals ein Regierungsamt und fungierte bis zum 10. Februar 1984 als Gesundheitsminister (Minister for Health). Zugleich bekleidete er zwischen dem 27. Oktober und dem 10. November 1983 auch den Posten als Minister für das Straßenwesen (Minister for Roads). Im Zuge einer Regierungsumbildung war er zwischen dem 10. Februar und dem 5. April 1984 kurzzeitig Minister für öffentliche Arbeiten (Minister for Public Works) und zugleich Minister für Beschäftigung (Minister for Employment). Nach einer weiteren Kabinettsumbildung übernahm er im Kabinett Wran am 5. April 1984 die Posten als Minister für öffentliche Arbeiten und Häfen (Minister for Public Works and Ports) sowie erneut als Minister für das Straßenwesen und hatte diese Ministerposten vom 4. Juli 1986 bis zum 26. November 1987 im Kabinett von Barrie Unsworth, dem Nachfolger von Neville Wran als Premierminister inne.

### Mitglied des Australischen Repräsentantenhauses, Parlamentarischer Staatssekretär und Bundesminister

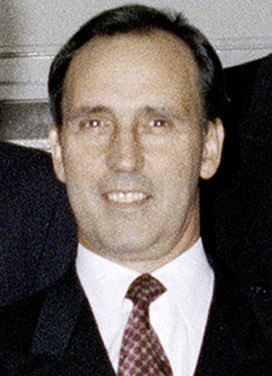
In den Regierungen von Premierminister Paul Keating war Laurie Brereton zwischen 1991 und 1996 Parlamentarischer Staatssekretär und Bundesminister.

Nach seinem Ausscheiden aus der Legislativversammlung von New South Wales kandidierte Laurie Brereton bei der Parlamentswahl in Australien am 24. März 1990 für die ALP erfolgreich im Wahlkreis Kingsford Smith für einen Sitz im Australischen Repräsentantenhaus. Er vertrat diesen Wahlkreis nach seinen Wiederwahlen am 13. März 1993, 2. März 1996, 3. Oktober 1998 und 10. November 2001 bis zu seinem Verzicht auf eine erneute Kandidatur bei der Parlamentswahl am 9. Oktober 2004 mehr als 14 Jahre lang. Zu Beginn seiner Parlamentszugehörigkeit war er zwischen dem 16. Mai 1990 und dem 16. Januar 1992 Vorsitzender des Gemeinsamen Ständigen Ausschusses des Parlaments für Wahlangegelegenheiten (Joint Standing Committee on Electoral Matters).
Am 27. Dezember 1991 löste er Roger Price ab und übernahm in der Regierung Keating I bis zum 24. März 1993 den Posten als Parlamentarischer Staatssekretär beim Premierminister (Parliamentary Secretary to the Prime Minister). In der darauf folgenden Regierung Keating II war vom 24. März 1993 bis 11. März 1996 Kabinettsminister (Cabinet Minister) und bekleidete zwischen dem 24. März 1993 und dem 11. März 1996 durchgängig das Amt als Minister für industrielle Beziehungen (Minister for Industrial Relations). Daneben war er vom 24. März bis zum 23. Dezember 1993 Beigeordneter Minister beim Premierminister für Angelegenheiten des öffentlichen Dienstes (Minister Assisting the Prime Minister for Public Service Matters) sowie im Anschluss als Nachfolger von Bob Collins zwischen dem 23. Dezember 1993 und dem 11. März 1996 Verkehrsminister (Minister for Transport).
Nach der Wahlniederlage der Labour-Regierung von Premierminister Paul Keating bei den Parlamentswahlen am 2. März 1996 wurde Brereton am 20. März 1996 in das Schattenkabinett seiner Partei berufen und war in diesem bis zum 22. November 2001 als Shadow Minister for Foreign Affairs zuständig für außenpolitische Angelegenheiten. Zugleich war er zwischen dem 18. Juni 1996 bis zum 7. Dezember 1998 stellvertretender Vorsitzender des Gemeinsamen Ständigen Parlamentsausschusses für Auswärtiges, Verteidigung und Handel (Joint Standing Committee on Foreign Affairs, Defence and Trade) sowie vom 28. Juni bis zum 27. August 2001 stellvertretender Vorsitzender des Gemeinsamen Sonderausschusses des Parlaments für Geheimdienste (Joint Select Committee on Intelligence Services), ehe zuletzt zwischen dem 20. März 2002 und dem 31. August 2004 abermals stellvertretender Vorsitzender des Gemeinsamen Ständigen Parlamentsausschusses für Auswärtiges, Verteidigung und Handel war.
Aus seiner am 12. September 1975 mit der Rechtsanwältin (Barrister) Trisha Kavanagh geschlossenen Ehe gingen zwei Söhne hervor.